# Seton Lake
Seton Lake är en sjö i Kanada.   Den ligger i provinsen British Columbia, i den sydvästra delen av landet, 3 400 km väster om huvudstaden Ottawa. Seton Lake ligger 244 meter över havet. Arean är 26,2 kvadratkilometer. Den sträcker sig 7,2 kilometer i nord-sydlig riktning, och 20,4 kilometer i öst-västlig riktning.
I omgivningarna runt Seton Lake växer i huvudsak barrskog. Trakten runt Seton Lake är nära nog obefolkad, med mindre än två invånare per kvadratkilometer.